# Транспорт Квебека
Транспорт Квебека довольно развит из-за большого размера провинции и малой плотности населения, Квебек создал мощную сеть и высокоразвитую транспортную систему для поддержки экономического роста. Его доступ к Атлантическому океану через реку Святого Лаврентия позволил ему разработать хорошую систему портов, одну из крупнейших в Канаде.

## Дорожная сеть
Дорожную сеть Квебека составляют около 185 000 км автострад, дорог, региональных дорог, улиц и дорог местного значения, что делает её частью дорожной сети Северной Америки. Есть также около 12000 мостов, тоннелей, эстакад, водопропускных труб, за которые ответственно Министерство транспорта Квебека. Дорожная сеть связывает все регионы, но ориентирована в основном вокруг крупных городов Монреаль и Квебек.

### Автомобильные дороги
Система шоссе хорошо развита и соединяет крупные города. Как и американская система автобанов, она состоит из около 1900 км дорог состоящих из четырёх полос (две в каждом направлении) или более. Скорость ограничена до 100 км / ч в сельских районах и 70 или 90 км / ч в городских районах. Хотя эти автобаны составляют только 1 % от общей длины дорог, на них приходится более 80 % трафика провинции. Автомобильные дороги 20 и 40 являются основными шоссе с востока на запад, в то время дороги 15, 55 и 73 являются основными для движения север-юг.

### Провинциальные дороги
Провинциальные дороги имеют номера с 101 по 399. Они соединяют небольшие города, в основном имеют одну полосу в каждом направлении, разделенные дорожной разметки. Некоторые дороги имеют участки, которые соответствуют стандартам автомагистрали как дороги 116 и 134 в районе Монреаля.

### Местные дороги и городские дороги
Основная часть дорог принадлежит муниципалитетам. Эти дороги не пронумерованы, но есть несколько исключений в Монреале, ответственность за которые была передана городу Монреаль. Муниципальные улицы и дороги по-прежнему составляют подавляющее большинство дорог в Квебеке.

## Морской транспорт
Порты вносят вклад в экономику Квебека путём облегчения импорта и экспорта сырья и продукции всех видов. В Квебеке расположены восемь портов для перевалки грузов. В 2003 году, 3886 видов грузов и 9,7 млн тонн грузов прошли через реку Святого Лаврентия. Доходов от трафика составил более $ 90 миллионов. Порт Монреаль является крупнейшим контейнерным портом в Квебеке. Он расположен на одной из крупнейших водных артерий в мире — реке Святого Лаврентия. Кроме того, это третий по величине в северо-восточной части Северной Америки порт и крупнейший речной порт в мире. Благодаря созданию 17600 рабочих мест, прямых и косвенных, он генерирует годовой доход около двух миллиардов долларов.
Порт Квебек, также расположенный в пределах континента находится на удалении 1370 км от Атлантического океана, наблюдается очень быстрый рост грузоперевозок. С повышением уровня воды, доступ к Монреалю станет менее доступным из-за высоты мостов. Кроме того, порт Квебека достаточно глубоководен (15,5 метров) и может принимать суда превышающие водоизмещением до 150 000 тонн на протяжении всего года. Есть также глубоководные порты в Труа-Ривьере, Беканкуре, Сорель-Траси, а также Бе-Комо, Пор-Картье и Сет-Иле. Они специализируются на перевалке навалочных и тяжеловесных грузов.

## Железнодорожный транспорт
В Квебеке также насчитывается 6645 км железнодорожных линий, которые соответствуют общим стандартам североамериканской железнодорожной сети. В первую очередь железная дорога предназначена для перевозки грузов, но также железные дороги Квебек играет важную роль в транспортировке пассажиров. Межрегиональные перевозки производятся компанией Via Rail. В 2000 году, более 4000 сотрудников работало на железных дорогах. Система работает хорошо, несмотря на то, что требуется почти четырнадцать часов, чтобы покрыть расстояние 1000 км между Монреалем и Гаспе, также трудно найти поезд из Квебека в Монреаль, после восемнадцати часов.
В районе Монреаля, власти разработали сеть пригородных поездов, эксплуатируемых Metropolitan Transportation и состоящую из пяти линий. Шестая должна быть добавлена в 2010 году.

## Воздушный транспорт
В Квебеке есть два типа воздушного сообщения: национальный и местный. Инфраструктура включают в себя 43 аэропорта, которые предлагают регулярные рейсы на ежедневной основе. Три аэропорта расположены в крупных городских центрах, семь других в региональных центрах и 33 в удалённых и изолированных общинах.
Квебек также имеет три международных аэропорта. Аэропорты Пьера Эллиота Трюдо и Жана-Лесажа обеспечивает пассажирские и грузовые рейсы в то время как аэропорт Мирабель в Монреале только получение груза и грузовые воздушные перевозки с ноября 2004 года. В 2003 году международный аэропорт Монреаля принял 8900 тысяч транзитных пассажиров и 242 641 тонн грузов. Международный аэропорт Жана Лесажа обслуживает около одного миллиона человек.